# 옹핑 360
옹핑 360(중국어 정체자: 昂坪360, 월병: ngong5 ping4)은 홍콩 란터우섬에 위치한 테마파크이다. 케이블카를 이용하여 전망 감상 가능하나, 첵랍콕 공항에서 마카오까지 한꺼번에 조망할 수 있어, 남중국해의 경관을 바라보는 이색적인 관광지이기도 하다.

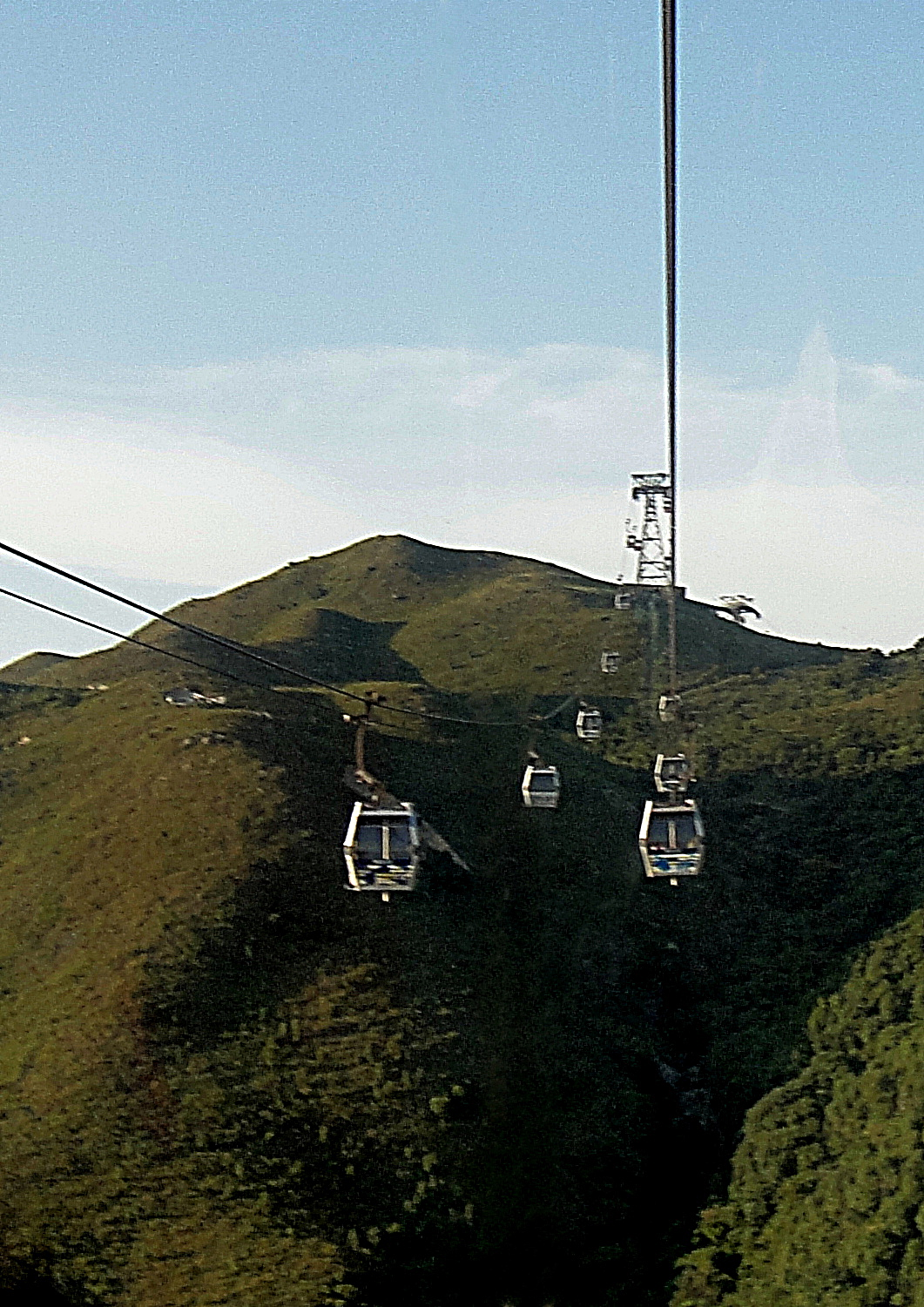
옹핑 360 케이블카에서 올라오는 모습